# Bazylika archikatedralna Świętej Rodziny w Częstochowie
Bazylika archikatedralna Świętej Rodziny w Częstochowie – neogotycka, trójnawowa świątynia rzymskokatolicka znajdująca się w Częstochowie przy ulicy Krakowskiej.
Jest jedną z największych w Polsce i w Europie, wybudowana na terenie dawnego cmentarza z lat 1825–1898. Wzniesiona w latach 1901–1927 według projektu Konstantego Wojciechowskiego.
Świątynia w 1925 roku stała się katedrą diecezji częstochowskiej, a od 1992 jest archikatedrą
i kościołem metropolitalnym częstochowskiej prowincji kościelnej. Fasada bazyliki zwrócona jest w stronę północną; przed nią znajduje się Plac Jana Pawła II (wcześniej Plac Katedralny). Pod Kaplicą Matki Boskiej Częstochowskiej znajduje się krypta biskupów częstochowskich.

## Historia

### Projekt

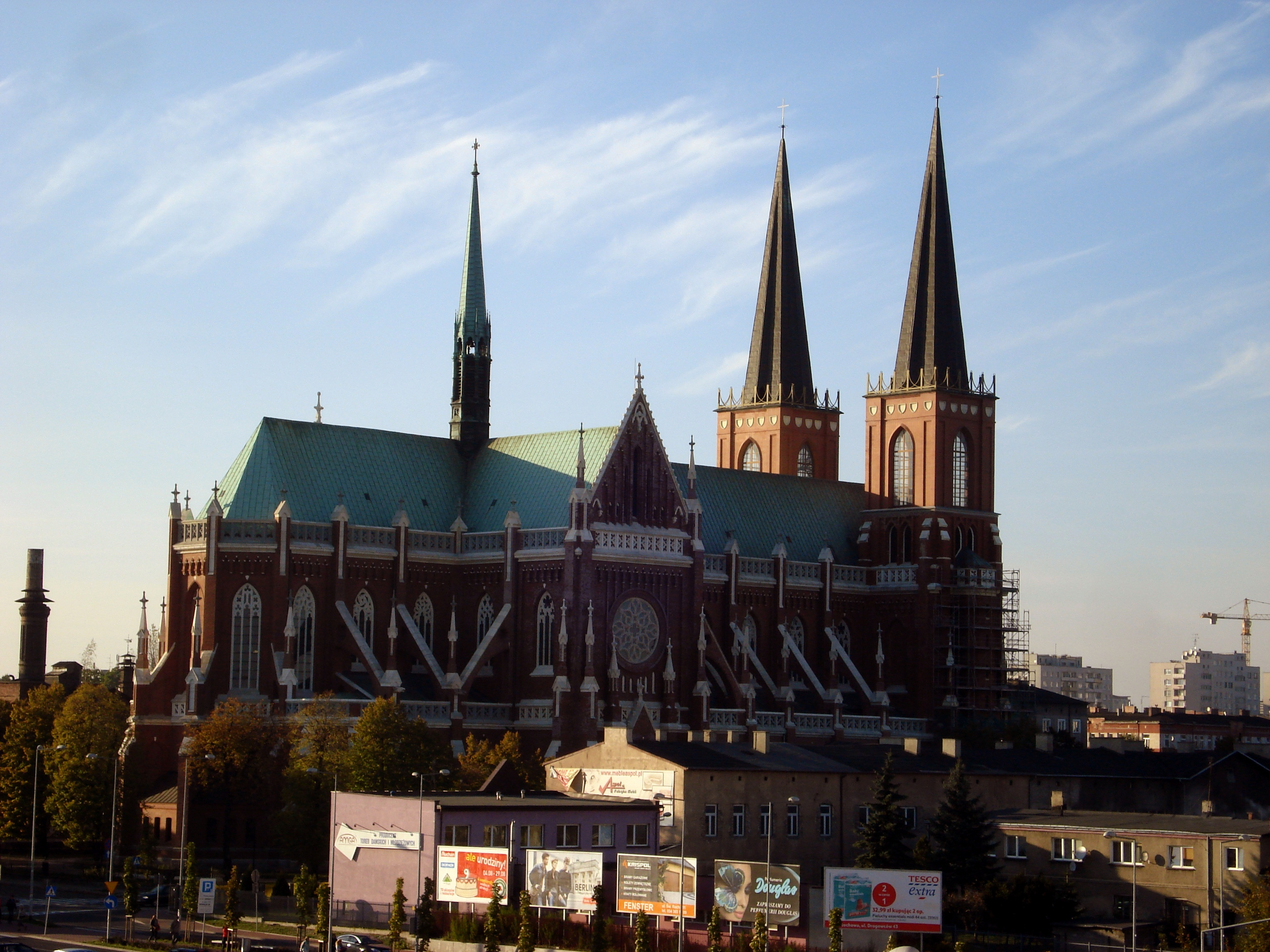
Katedra od strony południowo-wschodniej

Projekt kościoła opracował w 1900 Konstanty Wojciechowski. Przewidywał on imponującą budowlę, o monumentalnych rozmiarach, jedną z największych w ówczesnej Polsce. Archikatedra to świątynia trójnawowa, murowana z cegły z użyciem kamienia w detalach architektonicznych. Nawy boczne otwarte ostrołukowymi arkadami o czworobocznych filarach. Sklepienia krzyżowo-żebrowe. Okna ostrołukowe z maswerkami w prezbiterium i transepcie zaszklone witrażami. Ściany transeptu, nawy głównej i prezbiterium wsparte na łukach oporowych, zdobione fryzami arkadowymi, zwieńczone maswerkowymi balustradami. Dachy kościoła strome, od frontu i nad transeptem ujęte w trójkątne, dzielone blendami szczyty. Jej długość miała wynosić 100 m, wysokość nawy głównej 27 m, szerokość transeptu 46 m, szerokość korpusu nawowego 32 m, wysokość dwóch wież po ok. 80 m każda.

### Rozpoczęcie budowy

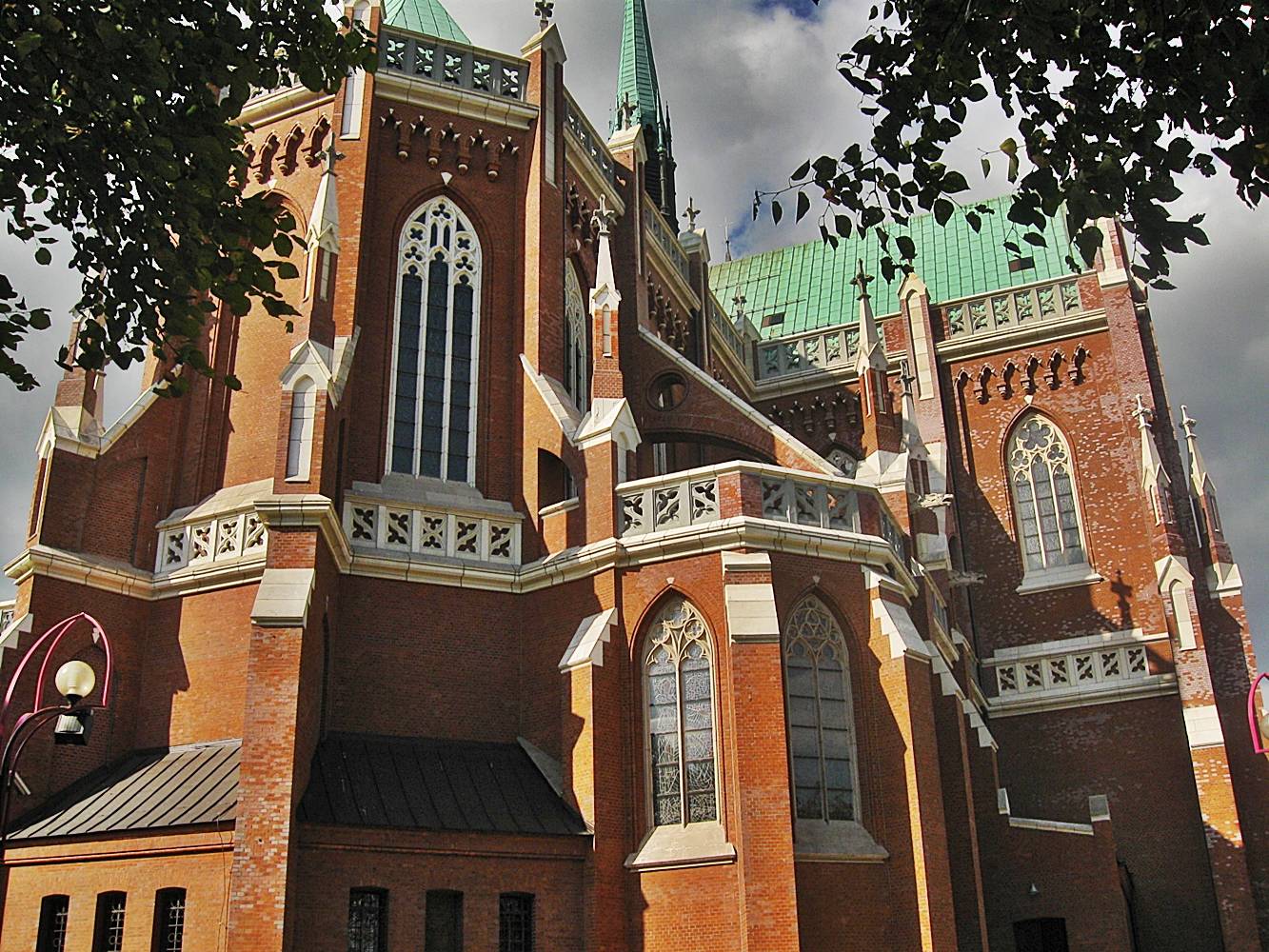
Widok od prezbiterium

Budowlę umiejscowiono między ulicami Ogrodową, Katedralną, Krakowską i Mielczarskiego. 26 października 1901 wysypano pierwszą taczkę kamieni pod fundamenty na placu budowy. W 1902 wzniesiono fundamenty do wysokości cokołu. 7 września 1902 bp Stanisław Zdzitowiecki poświęcił kamień węgielny kościoła. W 1903 budowanemu kościołowi nadano wezwanie Świętej Rodziny. Wzniesiono mury do wysokości naw bocznych.
W 1904 podniesiono je do wysokości gzymsu nawy głównej. W 1905 przykryto dachem mury nawy głównej. Wskutek zadłużenia sięgającego 60 tys. rubli, przerwano dalsze prace. W 1907 wznowiono budowę z inicjatywy ks. Mariana Fulmana. Prowizorycznie urządzono wnętrze kościoła, a 7 grudnia 1907 generał Zakonu Paulinów o. Euzebiusz Rejman dokonał jego poświęcenia. W 1908 ukończono budowę szczytów kaplic w transepcie, otynkowano prezbiterium, położono posadzkę, zaszklono okna i prowizorycznie wyposażono prezbiterium. 8 grudnia 1908 odprawiono pierwszą mszę św. Prace wykończeniowe przerwano na kilkanaście lat.

### Parafia Świętej Rodziny
29 października 1917 utworzono odrębną parafię pw. Świętej Rodziny, wydzieloną z parafii św. Zygmunta, obejmująca południową i zachodnią część miasta.
Pierwszy proboszcz nowej parafii, ks. Bolesław Wróblewski podjął rozpoczęte dzieło wykończenia kościoła. W latach 1917–1922 zelektryfikowano budowany kościół i wyposażono go w aparaty liturgiczne.
W 1922 dokończono elewację kościoła, arkad, szczytu frontowego i gzymsów. W latach 1923–1924 pokryto dachem niedokończone wieże.
W 1925 wyłożono fasadę kościoła cegłą licówką, zbudowano wieżę sygnaturki i ostatecznie zdjęto rusztowania.

### Katedra Świętej Rodziny

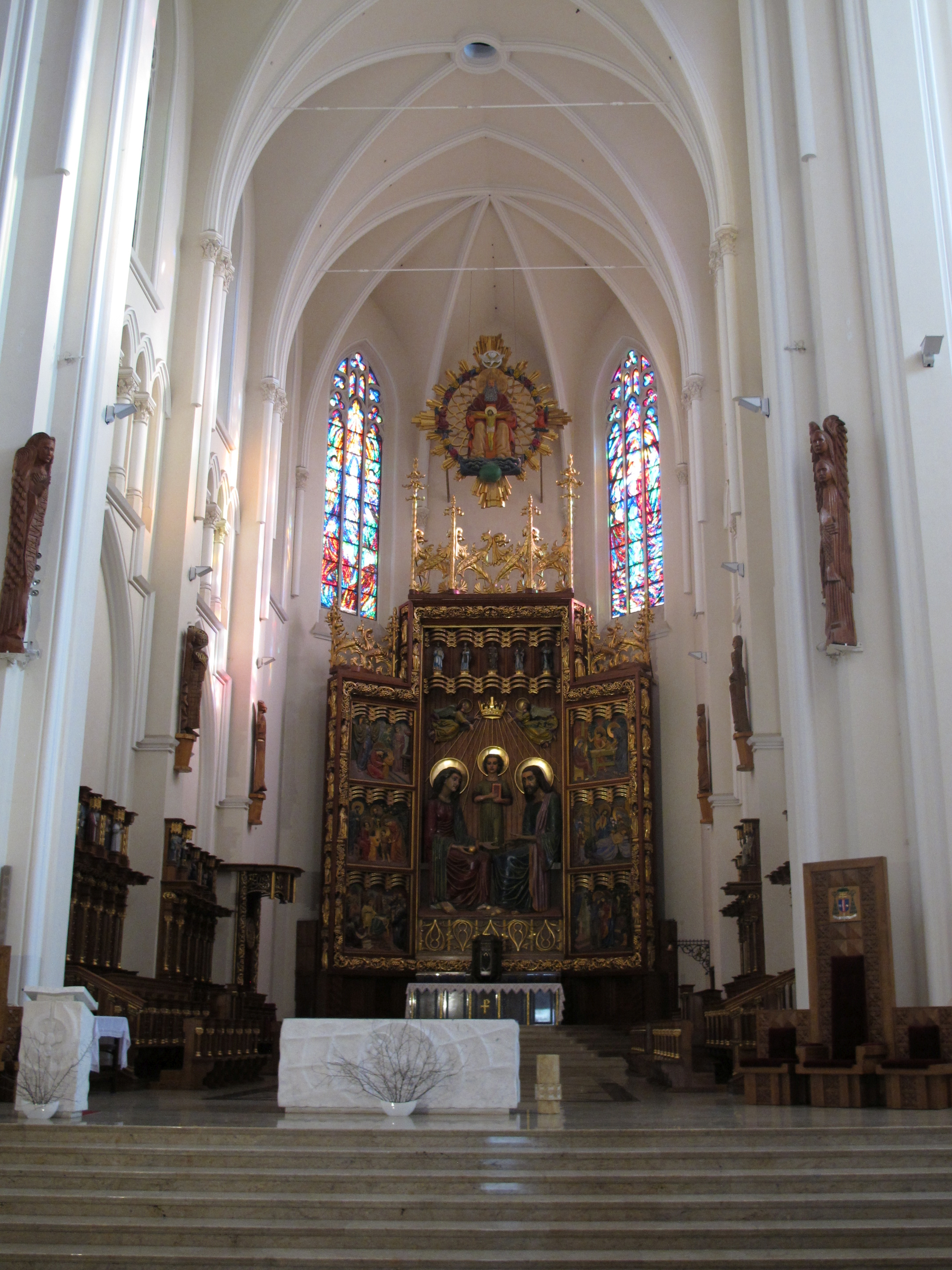
Prezbiterium

28 października 1925, na mocy bulli papieża Piusa XI, Vixdum Poloniae Unitas, powstała diecezja częstochowska. Kościół Świętej Rodziny stał się kościołem katedralnym.
W 1926 zasklepiono nawy boczne, zaszklono wszystkie okna i zbudowano chór muzyczny. Rok później ułożono schody przed katedrą i 6 grudnia oddano ją do użytku. W 1934 w prezbiterium założono witraże projektu Winiarza i Rosena. W 1935 ufundowano dzwon ku czci NMP Królowej Polski. W latach międzywojennych ofiarowana została katedrze kopia Wniebowzięcia Matki Bożej Rubensa, wykonana na początku XIX w.
Po wybuchu II wojny światowej, 3 września, na placu katedralnym zostało rozstrzelanych kilkuset ludzi.
Wyposażanie kościoła kontynuowano po zakończeniu wojny. W 1948 katedrę wyłożono posadzką z piaskowca norymberskiego. W latach 1946–1949 zostały zbudowane przez firmę Biernackiego (Warszawa – Kraków) organy na chórze muzycznym o 101 głosach (patrz poniżej). Są to największe w całości pneumatyczne organy w Polsce.

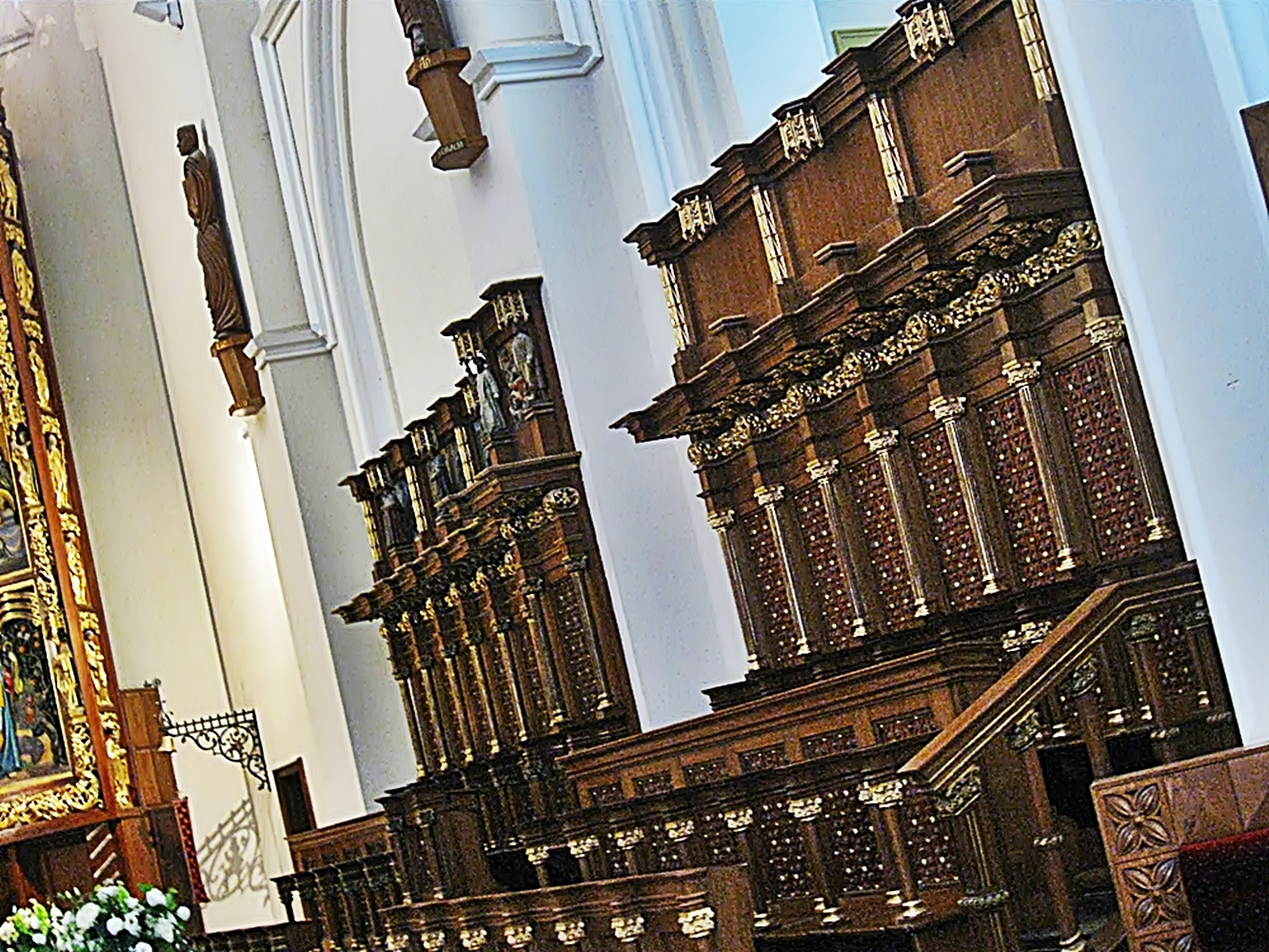
Stalle

29 października 1950 uroczystego poświęcenia katedry dokonał biskup Teodor Kubina. W latach pięćdziesiątych powstał monumentalny ołtarz główny z tryptykiem Świętej Rodziny, wykonany z drzewa lipowego według projektu Zygmunta Gawlika. W prezbiterium umieszczono katedrę biskupią oraz stalle kanonickie i ambonę. W transepcie urządzono ołtarze: Najświętszego Sakramentu z nastawą ze srebra (obecnie Chrystusa Króla) i Matki Bożej Częstochowskiej. Postawiono balustradę ze szlachetnego marmuru szwedzkiego, założono witraże w rozecie nad organami, projektu Adama Bunscha.

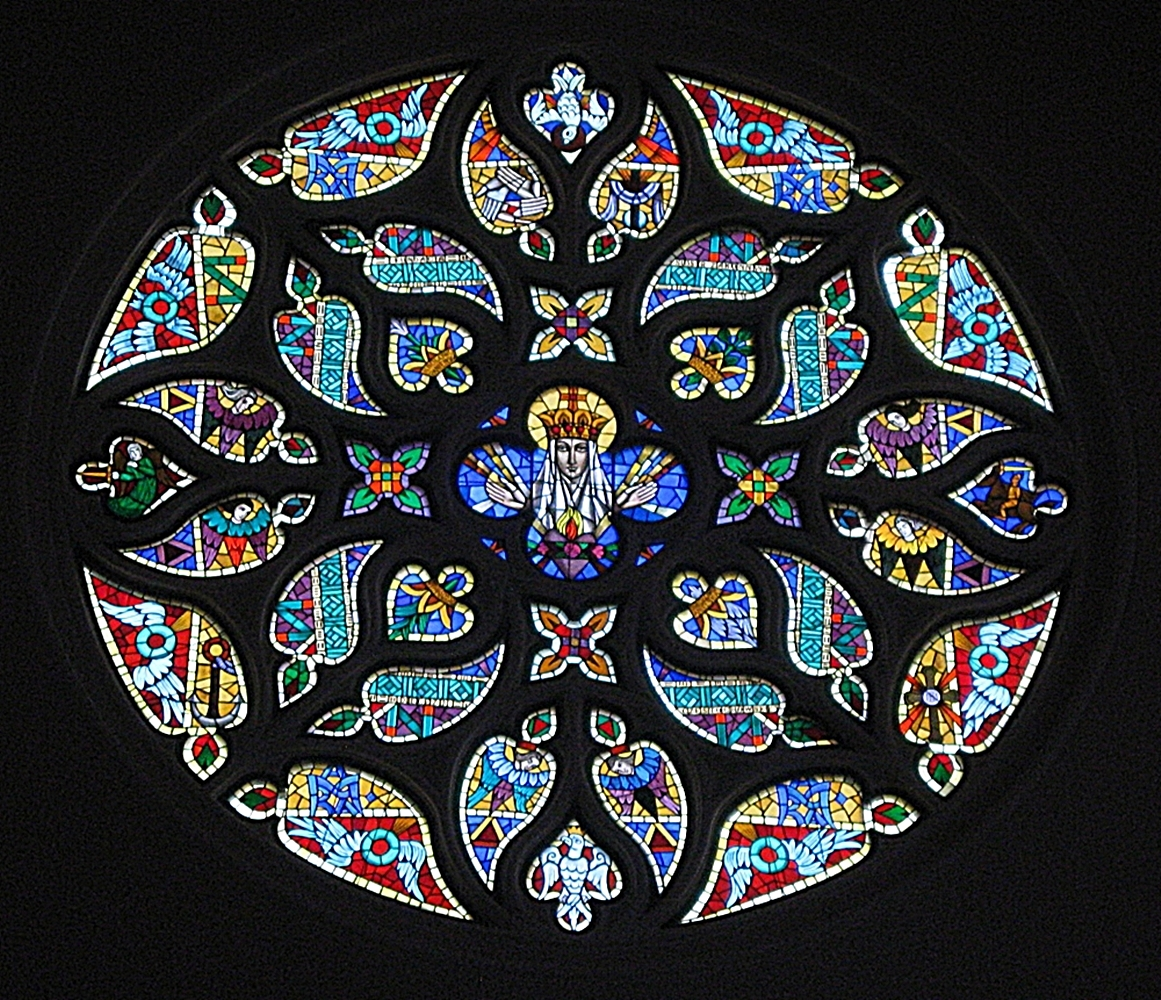
Witraż w transepcie

Od roku 1958 powstawały małokwaterowe witraże w nawach bocznych według projektu Tadeusza Wojciechowskiego, wzorowane na witrażach średniowiecza. Ich tematem są sakramenty święte. W tym samym czasie urządzono kaplicę Chrztu Pańskiego (obecnie Miłosierdzia Bożego).
Na ołtarzu głównym zostało ustawione spiżowe tabernakulum z podobizną Chrystusa w Majestacie, utrzymane w duchu stylu romańskiego. Kropielnice projektu Stanisława Pospieszalskiego wykonano z granitu pochodzącego z cokołu cara Aleksandra II, który został zburzony w 1917 roku. Balustrady komunijne powstały w II połowie lat pięćdziesiątych, z czerwonego granitu fińskiego i piaskowca. Wnętrza ich wypełniają maswerki z podobiznami aniołów, sceną Zwiastowania i Ukrzyżowania. Granitowo-marmurowa ambona projektu Pospieszalskiego (z symbolicznymi wyobrażeniami czterech Ewangelistów) poświęcona została w roku 1958. Bogato zdobione są również kropielnice w kruchcie.
W roku 1960 urządzono podziemną kryptę z katakumbami (nekropolia częstochowskich biskupów). Za kamiennym, surowym ołtarzem znajduje się mozaika z podobizną Matki Boskiej, projektu Zofii Baudouin de Courtenay, wykonana w Watykanie. Witraż w okienku podziemnej kaplicy przedstawia rozpaczające Marie idące do Grobu.
W czerwcu 1962 r., na wniosek ówczesnego ordynariusza częstochowskiego, bpa Zdzisława Golińskiego, papież Jan XXIII nadał katedrze częstochowskiej tytuł bazyliki mniejszej.

### Bazylika mniejsza
22 czerwca 1962 katedra otrzymała tytuł bazyliki mniejszej. Za pontyfikatu bpa Stefana Bareły (1964–1984) pokryto dach katedry blachą miedzianą. W 1982 powstał pomnik Jana Pawła II, o wysokiej wartości artystycznej, wykonany w brązie przez Jerzego Kędziorę, upamiętniający pobyt papieża w Częstochowie w 1979.
W 1975 roku ukończono budowę miedzianej nastawy ołtarza Matki Bożej Królowej Polski. Po roku 1984 urządzono kaplicę Najświętszego Sakramentu oraz namalowano stacje Drogi Krzyżowej. Pojawiły się dębowe rzeźby autorstwa Józefa Pyrza.

### Archikatedra

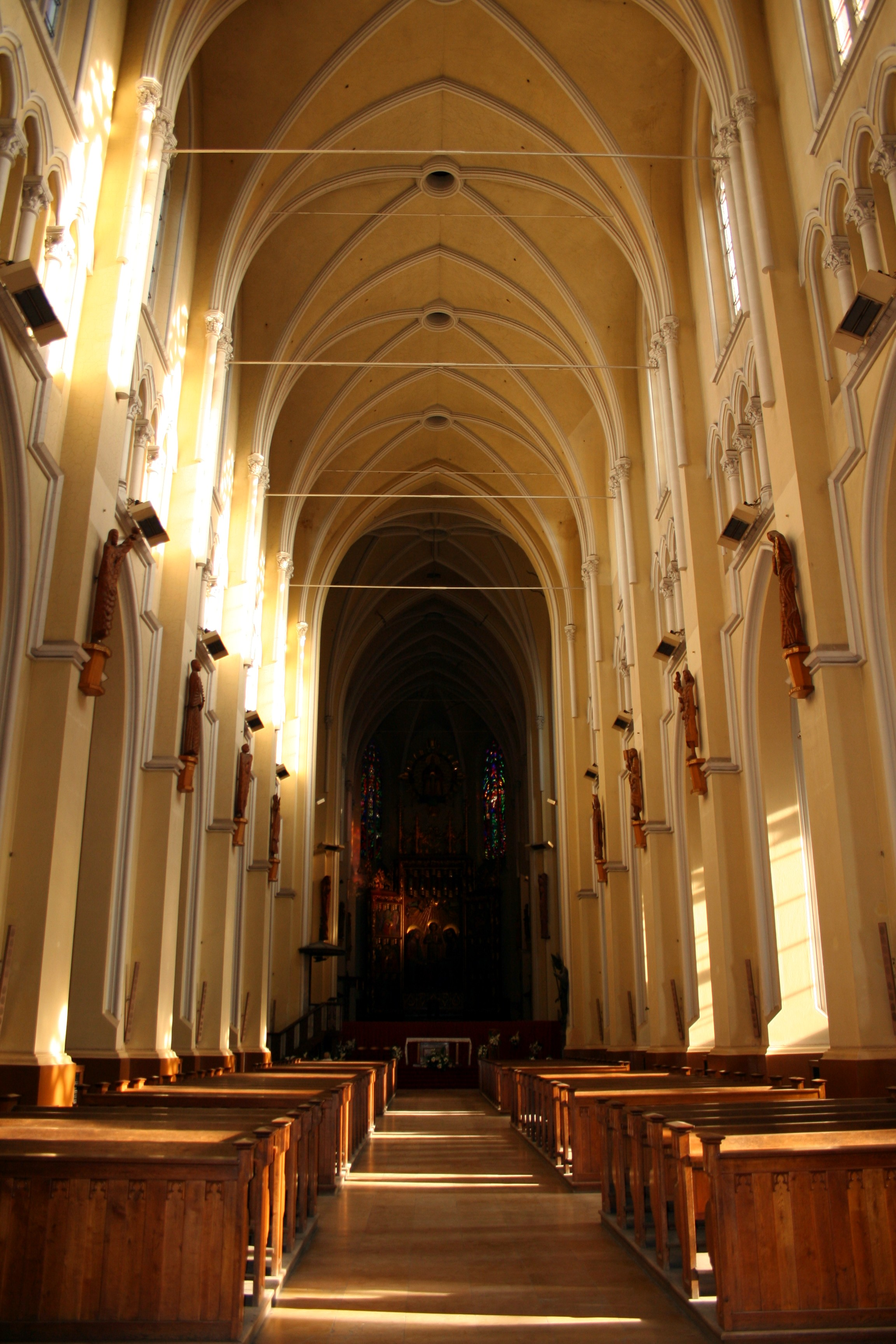
Wnętrze katedry – w górze widoczne stalowe ściągi zamontowane przed rozpoczęciem budowy wież w 1997 r.

25 marca 1992, wraz z powstaniem archidiecezji częstochowskiej, katedra została podniesiona do rangi archikatedry.
W 1997 r., zgodnie z projektem Edmunda Małachowicza, zwieńczono archikatedrę dwiema wieżami. Mury podwyższono o 38 m, a każdą zwieńczono hełmami stalowymi o wysokości 30 m. W tym celu zabezpieczono mury świątyni, montując w nawie głównej i w nawach bocznych poprzeczne, stalowe ściągi pomiędzy filarami. Pod koniec XX w. przedłużono podest prezbiterium i zbliżono ołtarz do transeptu, przykrywając balustrady. Urządzono kaplice boczne ku czci Świętych Męczenników Częstochowskich, Chrystusa Konającego z drewnianą figurą Chrystusa dźwigającego krzyż z XVIII w. i Matki Boskiej Anielskiej Naszej Pani Katedralnej ze słynącym z łask obrazem z XIX w.
W 2010 roku według projektu i w pracowni Janusza Sobczyka, powstał ołtarz z płaskorzeźbą Baranka Paschalnego, ambona, nowe stalle, sedilla biskupie, krzyż metropolitalny, oraz posadzka. Ufundowano mozaikę wokół Krzyża katedralnego i przed kaplicą Najświętszego Sakramentu (Chrystus zmartwychwstały), przebudowano i ozdobiono mozaiką kryptę Biskupów częstochowskich.

## Wnętrze katedry

### Organy

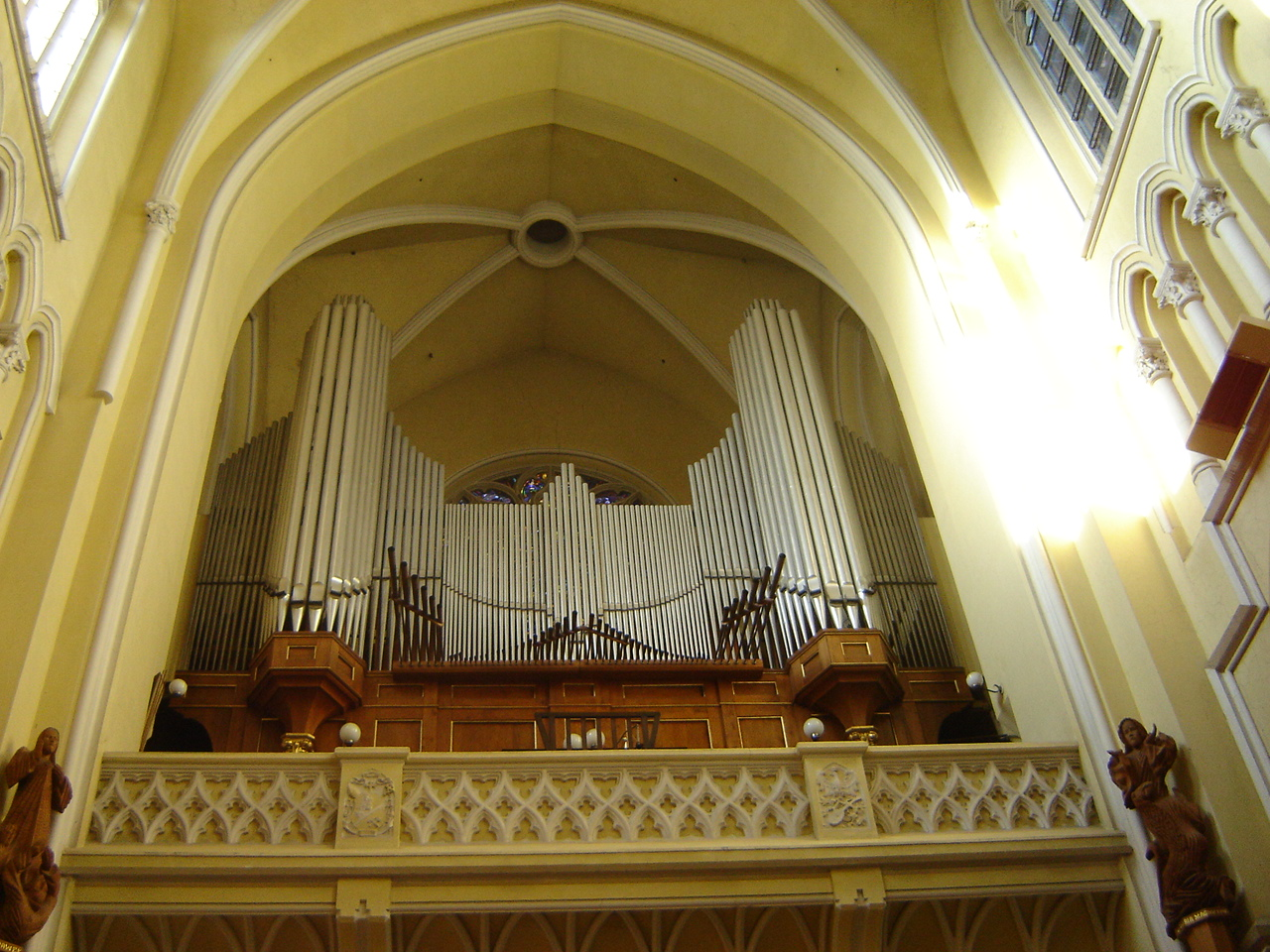
Chór muzyczny i organy Biernackiego z 1949 roku. W prospekcie m.in. miedziane piszczałki trąbki hiszpańskiej

Romantyczne organy wielkie na chórze muzycznym zbudowane zostały w latach 1946–1949. W latach późniejszych założono miedzianą trąbkę hiszpańską. Instrument posiada 101 głosów rozłożonych na 4 klawiatury ręczne (o skali C-a3) i klawiaturę nożną (pedał o skali C-f1). Są to największe w Polsce organy działające w oparciu o pneumatyczną trakturę gry i rejestrów. Miechy zasilane są przez 2 dmuchawy elektryczne. Organy posiadają zabytkowy mechanizm do kalikowania. Największe piszczałki organów wielkich mają długość około 8 metrów. W roku 1956 zbudowane zostały organy boczne w prezbiterium o 16 głosach, rozłożonych na 2 klawiatury ręczne i pedał. Instrument został elektrycznie połączony ze stołem gry organów wielkich. Możliwa jest gra na organach wielkich za pomocą stołu gry organów bocznych i odwrotnie, oraz jednoczesna gra na obu instrumentach, jak również gra na jednym z instrumentów przez 2 osoby naraz. Zespół organów wielkich i organów w prezbiterium tworzy instrument o 117 głosach.

#### Dyspozycja organów wielkich
Poszczególne głosy oznaczono kolorami: głosy językowe, mikstury. Długość największej piszczałki danego głosu podawana w stopach, gdzie 8' ≈ 2,5 m. Głos Subkontrabas 32' w zakresie C-H swojej skali jest złożony z chórów 16'+10 2/3' (po dwie piszczałki pozwalające osiągnąć efekt akustyczny głosu 32'). Głos Bombardon 32' rozpoczyna się od klawisza c; od początku istnienia organów pozostawiony jest wakat dla najniższej oktawy (puste miejsce do uzupełnienia największymi piszczałkami).
| Manuał I C-a3 | Manuał II C-a3 | Manuał III C-a3 | Manuał IV C-a3 | Pedał C-f1 |
| Pryncypał 16' Bourdon 16' Pryncypał 8' Róg kozi 8' Flet otwarty 8' Salicet 8' Gedekt 8' Fugara 8' Flet dolce 8' Kwintaton 8' Nasard 5 1/3' Oktawa 4' Viola 4' Flet minor 4' Rurflet 4' Kwintflet 2 2/3' Superoktawa 2' Pikolo 2' Tercja 1 3/5' Cymbel ½' Mixtura 2' Trompet 8' Trompet 16' Trąbka hiszpańska 8' | Kwintaton 16' Pryncypał 8' Gamba 8' Koncertflet 8' Flet kryty 8' Silwestrina 8' Bachflet 8' Oktawa 4' Flet kryty 4' Flet otwarty 4' Fugara 4' Kwintflet 2 2/3' Flageolet 2' Tercflet 1 3/5' Superkwinta 1 1/3' Róg nocny 1' Progresja 2' Kornet 8' Mixtura 2 2/3' Basson 16' Tuba mirabilis 8' Clairon 4' | Flet major 16' Pryncypał włoski 8' Dubeltflet 8' Bourdon 8' Viola orsch 8' Aeolina 8' Vox coelestis 8' Flet harmoniczny 8' Oktawa 4' Róg kozi 4' Flet kryty 4' Cremona 4' Kwinta 2 2/3' Pikolo 2' Tercja 1 3/5' Septima 1 1/7' Flageolet 1' Kornet mixtura 4' Terccymbel 3 chóry Obój 8' Fagot 16' | Gedekt 16' Pryncypał skrzypcowy 8' Amabilis 8' Rurflet 8' Viola d'amor 8' Praestant 4' Róg nocny 4' Trawersflet 4' Nassart 2 2/3' Flet 2' Tercja 1 3/5' Scharf 4 chóry Sesquialtera 2 2/3' Regal 8' Klarnet 8' Harfa Dzwony | Subkontrabas 32' Pryncypałbas 16' Subbas 16' Wiolonbas 16', Harmoniczny bas 16' Echobas 16' Kwintbas 10 2/3' Oktawbas 8' Cello 8' Salicetbas 8' Bourdonbas 8' Nsassard 5 2/3' Oktawa 4' Flet 4' Tercja 1 3/5' Kornet 4' Bombardon 32' Puzon 16' Trąba 8' |

Tremolo dla III i IV manuału, szafa ekspresyjna z żaluzją obsługiwaną mechanicznie (III i IV manuał), woltomierz, wałek i wskaźnik crescendo, włącznik/wyłącznik organów bocznych w prezbiterium. Dodatkowe registry: połączenia klawiatur II-I, III-I, IV-I, III-II, IV-II, IV-III, I-P, II-P, III-P, IV-P; superoktawa dla manuałów i superoktawa połączeń manuałów: super II-I, super III-I, super IV-I, super III-II, super IV-II, super IV-III, super I, super II, super III, super IV. 2 wolne kombinacje (włączniki ogólne oraz oddzielne dla każdego manuału i pedału), automat pedałowy, wyłącznik głosów językowych, 3 stałe kombinacje (piano, forte, tutti), włącznik trąbki hiszpańskiej.

#### Dyspozycja organów bocznych
| Manuał I                                                                   | Manuał II                                                                             | Pedał                               |
| Pryncypał 8' Gemshorn 8' Holflet 8' Pommer 4' Oktawa 2' Mixtura 3-5 chórów | Gedekt 8' Salicet 8' Pryncypał 4' Róg nocny 2' Kwinta 2 2/3' Tercja 1 3/5' Sifflet 1' | Subbas 16' Oktawbas 8' Chorałbas 4' |

Tremolo, pedał i wskaźnik crescendo, włączniki organów wielkich: registry, piano, forte, tutti. Dodatkowe registry: połączenia klawiatur: II-I, II-P, I-P, super I, super II, super II-I, suboktawa I, suboktawa II, suboktawa II-I, 2 wolne kombinacje, 3 stałe kombinacje

### Dzwony
Do 1935 katedra posiadała dwa dzwony. W 1935 z okazji X-lecia diecezji, ufundowano nowy dzwon. Ważący 2529 kg dzwon, odlano w Odlewni Dzwonów Schwabe. Podczas II wojny światowej żołnierze niemieccy zabrali dwa dzwony. Dwa nowe dzwony odlane w fabryce w Kętach zawieszono na wieży w 1950, a najmniejszy w 1952. 
| Imię                    | Waga (kg)   | Ton  | Średnica (cm) | Rok odlania | Ludwisarz                             |
| ----------------------- | ----------- | ---- | ------------- | ----------- | ------------------------------------- |
| Królowa Korony Polskiej | ok. 500 kg  | g'   | 93 cm         | 1952        | Józef Bukowski, Kęty                  |
| Jerzy                   | ok. 750 kg  | fis' | 108 cm        | 1950        | Józef Bukowski, Kęty                  |
| ks. Bolesław Wróblewski | ok. 1300 kg | e'   | 128 cm        | 1950        | Józef Bukowski, Kęty                  |
| Królowa Korony Polskiej | 2529 kg     | cis' | 159 cm        | 1935        | Odlewnia dzwonów Karol Schwabe, Biała |